# 조반니 파토리
조반니 파토리(이탈리아어: Giovanni Fattori, 1825년 9월 6일~1908년 8월 30일)는 이탈리아의 화가로, 이탈리아의 화가 집단인 마키아이올리의 리더 중 한 명이다. 그는 원래 역사와 군사와 관련된 주제를 그린 화가로 활동했다. 중년에 그는 바르비종파에 영감을 받아 이탈리아의 대표적인 야외화가가 되었으며, 주로 풍경화와 시골 풍경화, 그리고 군인들의 생활 장면을 그렸다. 1884년 이후부터는 에칭에 많은 활력을 쏟았다.

## 생애

### 청년기
파토리는 리보르노의 평범한 가정에서 태어났다. 파토리의 초기 교육은 가장 기초적이었으며 처음에 그의 부모님은 파토리가 상업 관련 자격증을 취득하기 위해 공부하기를 바랐지만, 파토리의 그림 실력에 감격하여 1845년에 화가 주세페 발디니(1807~1876) 밑에서 그림을 배울 수 있도록 했다. 주세페 발디니는 종교적인 그림과 풍속화를 다룬 지역 화가였다. 그 다음해에 파토리는 피렌체로 이사하여 화가 주세페 베추올리의 지도를 받았고, 그해 말에 피렌체 미술 아카데미에 들어갔다. 하지만 그 당시 그는 미술 공부보다는 우고 포스콜로, 프란체스코 도메니코 게라치, 월터 스콧 등의 작가들이 쓴 역사 소설(특히 중세를 주제로 한 소설)을 읽는 데 더 집중했다.
1848년에 그는 공부를 중단하고 1848~49년 혁명 기간 동안 반오스트리아 민주주의 운동에 참여 하여 행동당(Partito d'Azione)의 전단지를 돌리는 배달원으로 활동했다. 하지만 파토리의 가족은 그가 군에 입대하는 것을 반대했다. 1850년에 그는 피렌체 아카데미아에서 학업을 재개했다. 그는 항상 작은 노트를 가지고 다녔으며 자신이 관찰한 모든 내용을 기록하고, 수많은 스케치를 그렸다. 그의 후기 에칭 작품 중 일부는 이러한 스케치 습관에 기초했다.

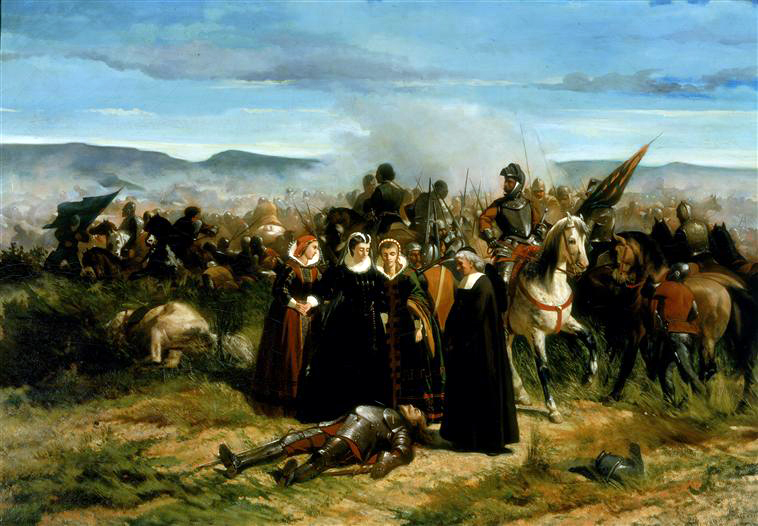
Mary Stuart at the Camp of Crookstone, 캔버스에 유채, 1861년경, 76 x 108 cm, 피티궁 소장

### 초기 작품(1860년 까지)
파토리가 화가로서 성숙해지는 과정은 매우 더뎠다. 그의 첫 번째 그림은 1850년대 초반에 그려진 것으로 현재는 그 중 몇 점만 남아 있다. 이 당시에 그린 그림에는 몇 점의 초상화와 베추올리의 영향을 받은 역사적인 장면을 그린 그림이 있는데, 이는 대개 중세나 르네상스 시대의 역사를 담았다. 1851년 파토리는 소설가 토마소 그로시의 단편 소설에 영감을 받아 그린 그림인 《일데곤다》(Ildegonda)로 프로모터리스 피오렌티나(Promotrice fiorentina)에 참가했다. 1853~54년에 그는 토리노의 화가 안드레아 가스탈디(1826~1889)와 함께 리얼리즘을 공부했다. 이 시기에 파토리는 가스탈디와 함께 그의 최초의 풍경화를 그렸을 것으로 추정된다. 1857년경 파토리는 베추올리의 또 다른 제자인 엔리코 폴라스트리니를 통해 앵그르의 스타일을 접하게 되었으며 이는 파토리의 역사화에 어느 정도 영향을 미쳤다. 그의 가장 뛰어난 역사적 주제 중 하나는 1858년과 1860년 사이에 그린 《마리아 스투아르다》(랭사이드 전투의 메리 스튜어트)로, 월터 스콧에 대한 그의 해석을 바탕으로 그려졌다.

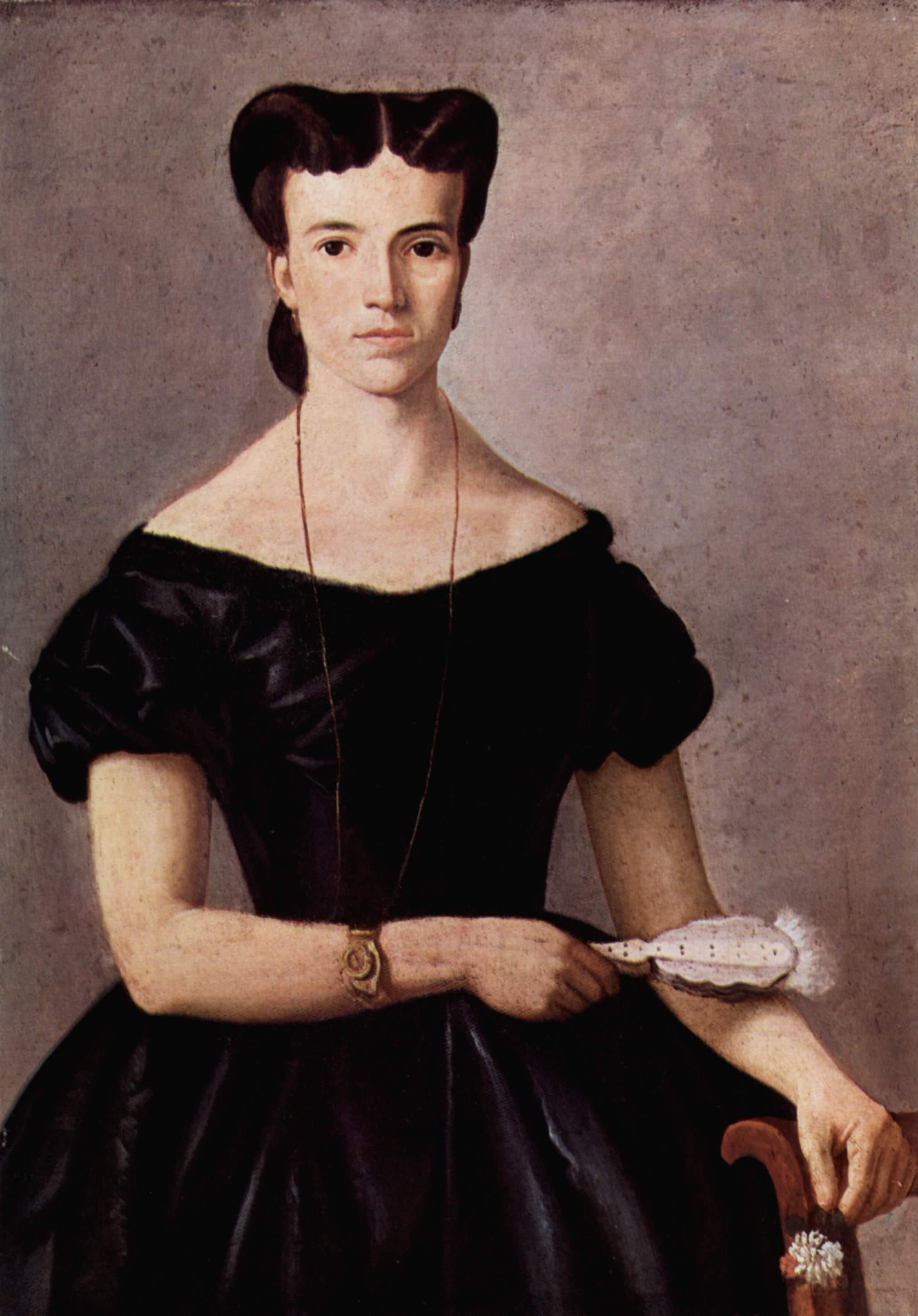
《부채를 든 여인》(Lady with a Fan), 캔버스에 유채, 1865~1866년, 90 x 63cm

1850년대 초, 파토리는 정치와 예술의 새로운 트렌드에 대해 활발한 토론을 벌이는 피렌체 예술가들의 인기 있는 모임 장소인 카페 미켈란졸로를 방문하기 시작했다. 이들 중 몇몇은 1855년 파리 만국 박람회를 위해 파리를 방문하는 동안 바르비종파 화가들의 작품을 접하게 되었고, 당시 새로운 관행이었던 야외 사생에 대한 관심과 열정을 이탈리아로 가져왔다. 1859년에 파토리는 로마의 풍경화가 조반니 코스타를 만났는데, 그의 영향을 받아 동료들과 함께 사실적인 풍경화 및 당시 생활상을 야외에서 그리기 시작했다. 이는 마키아이올리의 일원이 된 파토리가 발전하는데 있어서 전환점이 되었다. 마키아이올리는 토스카나주의 화가 그룹으로, 그들의 방법과 목표는 인상파와 다소 유사했으며 인상파의 선구자로 여겨졌다. 프랑스 화가들과 마찬가지로 마키아올리 역시 인상파 화가들이 빛에 녹아든 형태만큼 더 나아가지는 못했지만, 그림의 장식적인 특성과 전통적인 마무리가 부족하다는 비판을 받았다.
1859년 그는 콩코르소 리카솔리(베티노 리카솔리 정부가 주최하는 전국 대회)가 주최한 애국적 전투 장면 경연대회에서 그의 그림 《마젠타 전투의 이탈리아 진영》(Il campo italiano dopo la battaglia di Magenta, 1860~1861년)으로 우승했다. 그는 우승 상금으로 1859년 7월 세티미아 반누치(Settimia Vannucci)와 결혼하고 피렌체에 정착할 수 있게 되었다.